# Ibitirama (Monte Alto)
Ibitirama é um povoado e foi um distrito do município brasileiro de Monte Alto, que integra a Região Metropolitana de Ribeirão Preto, no interior do estado de São Paulo.

## História

### Origem
O povoado se desenvolveu ao redor da estação ferroviária, inaugurada pela Companhia Paulista de Estradas de Ferro em 10/10/1902. A estação deveria ter se chamado Monte Alto, mas o engenheiro Augusto Adolfo Pinto, bastante influente nas decisões da Paulista, sugeriu que ela se chamasse Ibitirama que, segundo consta, tem o mesmo significado do nome do município ao qual pertence.

### Formação administrativa
- Distrito policial de Ibitirama criado em 11/12/1928 no município de Monte Alto[3].
- Distrito criado pelo Decreto nº 6.998 de 07/03/1935, com território do distrito de Taiúva e do distrito sede de Monte Alto, mas integrado ao município de Jaboticabal[4][5].
- Foi extinto pelo Decreto n° 9.775 de 30/11/1938, sendo transferido novamente para o município de Monte Alto[6].

## Geografia

### Localização
Ibitirama localiza-se na divisa dos municípios de Monte Alto e Jaboticabal.

### Demografia

#### População
Até o Censo 2010 (IBGE) o povoado não tinha seu perímetro delimitado pelo IBGE, com este apenas fazendo parte de setores rurais. Assim a população rural do seu entorno, incluindo a do povoado, era de 417 habitantes.

### Rodovias

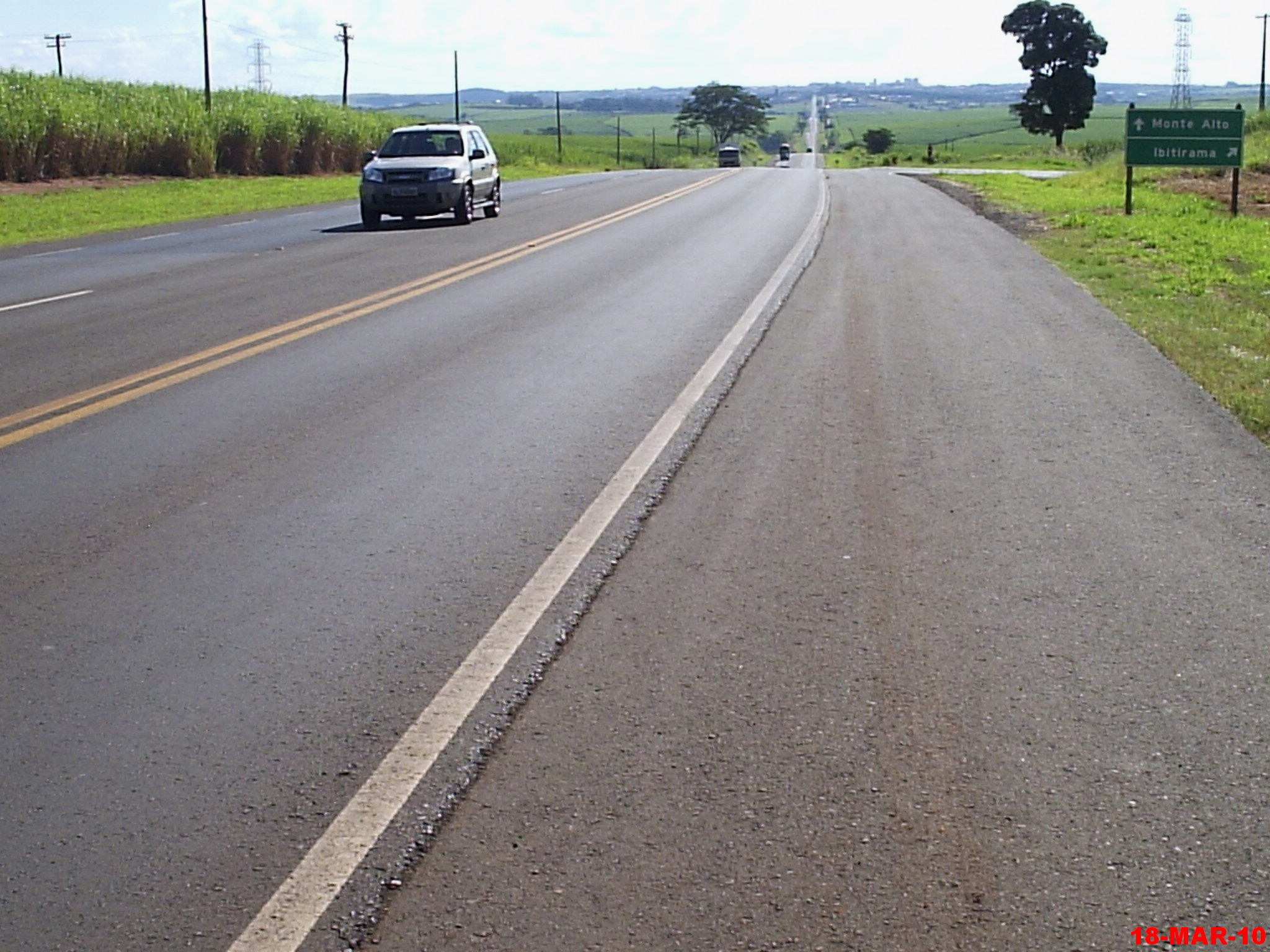
Trevo de Ibitirama na SP-305.

O povoado de Ibitirama possui acesso à Rodovia José Pizzarro (SP-305) e a cidade de Monte Alto através de estrada vicinal.

## Serviços públicos

### Registro civil
Atualmente é feito na sede do município, pois o Cartório de Registro Civil das Pessoas Naturais foi extinto pelo Decreto n° 9.775 de 30/11/1938 e seu acervo foi recolhido ao cartório do distrito sede de Monte Alto.

### Saneamento
O serviço de abastecimento de água é feito pela Companhia de Saneamento Básico do Estado de São Paulo (SABESP).

### Energia
A responsável pelo abastecimento de energia elétrica é a CPFL Paulista, distribuidora do Grupo CPFL Energia.

## Atividades econômicas

### Indústrias
Em Ibitirama está instalada uma unidade fabril da Cepêra Alimentos, adquirida em 1980 e onde foi iniciada a produção de doces e atomatados.

## Atrações turísticas
Com grande potencial turístico e ponto de encontro de expressivo número de pessoas de toda a região, o povoado de Ibitirama é ponto de parada de muitos trilheiros, seja de motocicletas ou de gaiolas.

## Religião
O Cristianismo se faz presente no povoado da seguinte forma:

### Igreja Católica
- A igreja faz parte da Diocese de Jaboticabal[17].